# Будоја (Порденоне)
Будоја (итал. Budoia) је насеље у Италији у округу Порденоне, региону Фурланија-Јулијска крајина.
Према процени из 2011. у насељу је живело 2449 становника. Насеље се налази на надморској висини од 143 м.

## Становништво
| 1936. | 1951. | 1961. | 1971. | 1981. | 1991. | 2001. | 2011. |
| ----- | ----- | ----- | ----- | ----- | ----- | ----- | ----- |
| 2.776 | 2.657 | 2.622 | 2.095 | 2.105 | 2.024 | 2.147 | 2.552 |